# Ernst Flaig
Ernst Flaig (* 13. Mai 1929) ist ein ehemaliger deutscher Fußballspieler. 

## Karriere
In seiner Jugend spielte Flaig Fußball beim VfL Sindelfingen, dort schaffte er auch den Sprung in die erste Mannschaft. Nachdem er sieben Jahre lang für die erste Mannschaft Sindelfingens aktiv gewesen war, wechselte er in die Oberliga Süd, zu den Stuttgarter Kickers. Dort erzielte er zwischen 1955 und 1958 zehn Tore in 69 Erstligaspiele. Nach drei Spielzeiten bei den Blauen kehrte der linke Läufer wieder zum VfL Sindelfingen zurück, wo er zwei Jahre später seine Laufbahn beendete.